# 熊本市立白山小学校
熊本市立白山小学校（くまもとしりつ はくざんしょうがっこう）は、熊本県熊本市中央区菅原町にある公立小学校。

## 沿革
- 1960年（昭和35年） - 熊本市立出水小学校及び白川小学校より分離し開校

## 歴代校長
- 1960年（昭和35年） - 初代校長　八重野直
- - 現校長 齋藤正信

## 委員会
- 図書委員会

## クラブ活動

### 運動部
- 野球部
- ミニバスケットボール部
- 屋内総合運動部
- 剣道部
- 総合運動部

### 文化部
- 音楽部

## 著名な出身者
- ユーコ・スミダ・ジャクソン

- コロッケ (タレント)

## 学校周辺
- 熊本大学薬学部・医学部
- 真和中学校・高等学校
- 鎮西中学校・高等学校
- 尚絅中学校・高等学校